# Abbatiale Saint-Sauveur de Redon
Vous lisez un « bon article » labellisé en 2019.
Pour un article plus général, voir Abbaye Saint-Sauveur de Redon.
L'abbatiale Saint-Sauveur est une église catholique située à Redon dans le département français d'Ille-et-Vilaine en région Bretagne. Située au nord de l'ancienne abbaye Saint-Sauveur de Redon, elle en était l'église abbatiale jusqu'en 1790. À cette date, l'abbaye est supprimée ; l'église est ensuite affectée à la paroisse, tandis que les bâtiments conventuels deviennent un lycée.
La construction a commencé au XIe siècle. Il subsiste de cette époque la nef romane, amputée de ses cinq premières travées à la suite d'un incendie en 1780. Le transept, construit au XIIe siècle, est particulièrement remarquable : sa croisée s'inspire de constructions contemporaines du sud-ouest de la France ; le chevet date quant à lui du dernier tiers du XIIIe siècle. Il s'inscrit dans la lignée des constructions très unifiées et rigoureuses de l'architecture gothique rayonnante de l'Île-de-France. Enfin, le clocher est issu d'une campagne de construction postérieure à celle du chevet, et qui visait à créer une façade monumentale. Ce projet étant resté inachevé, il n'en reste que le clocher, qui a été séparé de l'église lors de l'incendie de 1780. À cet ensemble a été ajoutée, sur le flanc nord du chevet, une chapelle construite vers le milieu du XVe siècle pour le duc François Ier de Bretagne.
L'église est classée au titre des monuments historiques par la liste de 1862 ; le clocher est classé à son tour en 1875.
L'église abrite plusieurs objets protégés au titre des monuments historiques, notamment le tombeau du duc François Ier de Bretagne, ainsi qu'un retable monumental baroque dans le chœur, autour du maître-autel. Elle dispose de deux orgues, le grand-orgue et l'orgue de chœur.

## Localisation
L'église est située sur le côté nord de l'abbaye Saint-Sauveur de Redon, à proximité immédiate de l'hôtel de ville.

## Historique

### La construction de l'église
L'abbaye, fondée en 832, disposait d'une église édifiée vers 848 et consacrée à saint Étienne, située un peu plus à l'est que le bâtiment actuel. Elle est ravagée par les Normands, puis reconstruite une première fois par l'abbé Ritcand (868-871) à l'emplacement actuel ; certaines parties du mur nord de la nef et du bras septentrional du transept pourraient dater de cette époque. Cette nouvelle église est de nouveau ruinée, avec le monastère, par un second raid normand en 920. Les moines quittent alors l'abbaye et errent pendant plusieurs années en Val de Loire, en Bourgogne et en Poitou.
L'église est de nouveau reconstruite dans la première moitié du XIe siècle suivant les principes de l'architecture romane. Cet édifice était alors l'un des plus imposants du duché de Bretagne et comportait un chevet à déambulatoire et chapelles rayonnantes. Vers le milieu du XIIe siècle est édifiée la tour de croisée, inspirée de bâtiments prestigieux d'Aquitaine.
En 1230, un incendie endommage gravement l'édifice roman. Le roi Henri III d'Angleterre, de même que le pape, incitent à la reconstruction de l'église, mais un conflit survenu entre le duc Jean Ier de Bretagne et les moines force ces derniers à l'exil et retarde le lancement du chantier. Les moines rentrent en 1256, et la construction ne commence qu'en 1260-1270. En 1276, les parties basses du vaisseau central et les chapelles rayonnantes étaient probablement déjà bien avancées, car l'abbaye reçoit un crucifix et deux statues en argent de la Vierge et de saint Jean pour le maître-autel. Enfin, les parties hautes sont probablement achevées ou en voie d'achèvement vers 1300, car les verrières hautes contenaient au XVIIe siècle des vitraux représentant les ducs Jean Ier mais également Jean II de Bretagne.
Le chantier continue, environ une décennie plus tard, à l'extrémité ouest de l'édifice : on projette de remplacer la façade romane par une façade monumentale. Cependant, on ne construit que la tour nord, probablement achevée lorsque éclate la guerre de Succession de Bretagne, en 1341. La victoire du parti Montfort se traduit par la création, dans l'abbatiale, d'une chapelle ducale consacrée à Notre-Dame de Bonne-Nouvelle et plus couramment appelée « chapelle au duc », vers 1440.

### L'église abbatiale après la fin du Moyen Âge

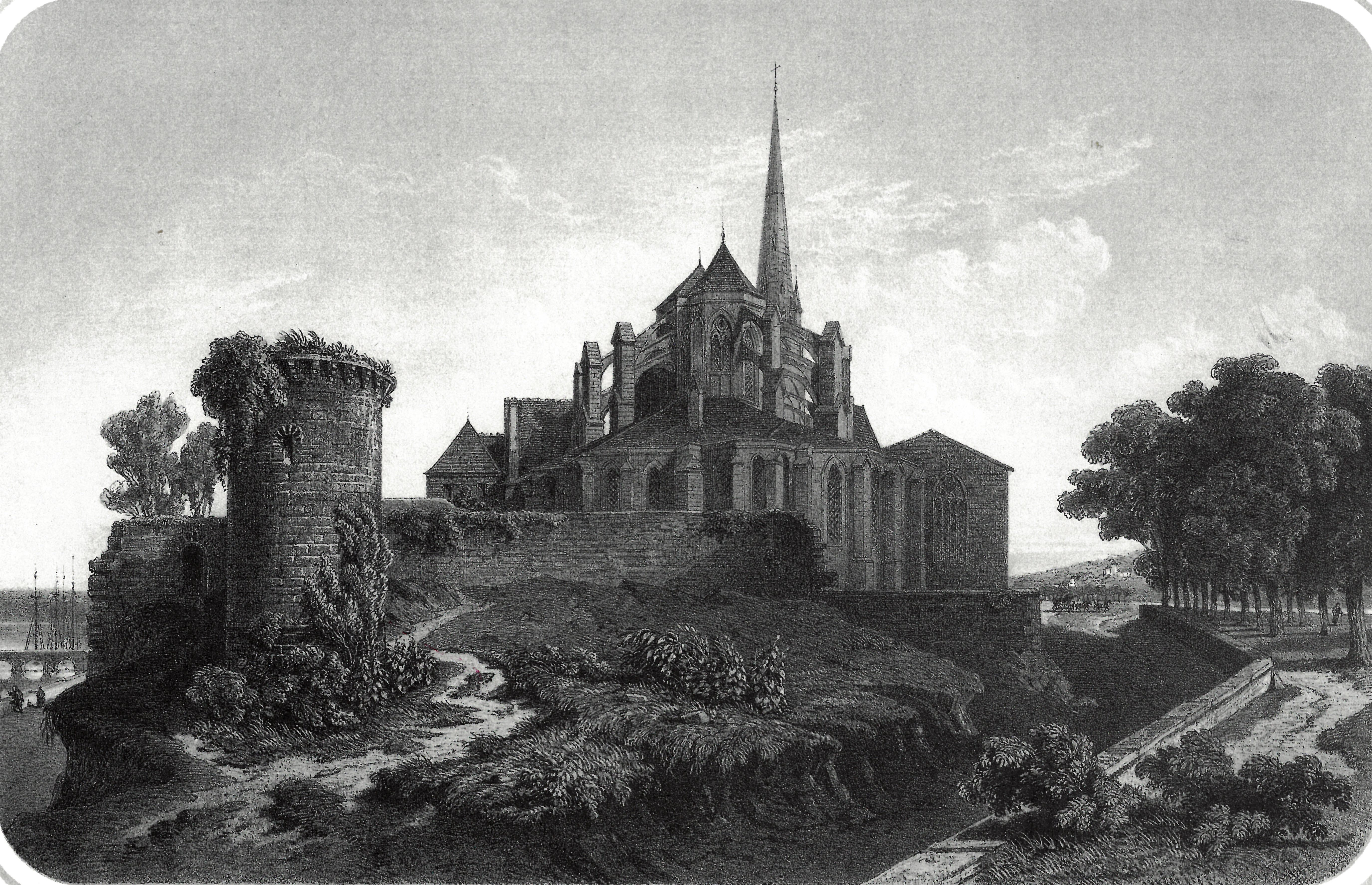
Abside de l'église Saint-Sauveur à Redon, gravure de Thomas Drake, entre 1856 et 1860.

L'abbaye étant passée aux mains des bénédictins de Saint-Maur, ceux-ci entreprennent dans les années 1640 la reconstruction des bâtiments claustraux, ainsi que certaines modifications de l'église : les mauristes font installer une toiture en appentis au-dessus du déambulatoire, ce qui rend aveugle le triforium au niveau du rond-point, tandis qu'il reste à claire-voie dans les travées droites. Ils font également installer un grand retable dans le chœur, autour du maître-autel.
En 1780, un incendie ravage l'abbatiale et la nef est amputée de cinq travées, ce qui explique sa séparation de la tour gothique, qui était à l'origine située au niveau de la façade. La voûte de la nef est également abaissée, ce qui entraîne la suppression des fenêtres latérales et explique le manque de luminosité à l'intérieur.
En 1790, l'abbaye est supprimée. L'église reste cependant affectée au culte jusqu'en 1794, date à laquelle elle est transformée en temple de l'Être suprême. Elle est ensuite rendue au culte catholique sous le Premier Empire.
Le 10 novembre 1799, Redon est prise par les Chouans après des combats contre la garnison républicaine retranchée à l'intérieur de l'abbatiale. Le 4 juin 1815, les Chouans s'emparent à nouveau de la ville mais, dépourvus de canons, ils ne peuvent déloger les soldats impériaux retranchés dans la tour de l'abbatiale.
L'édifice est classé au titre des monuments historiques en 1862, pour l'église, et 1875 pour le clocher. Le clocher fait l'objet de restaurations en 1898. L'église est restaurée en 1910 et les transformations apportées par les mauristes sont alors supprimées. Une campagne de fouilles menée en 1913-1914 ne permet pas de découvrir de reliques ni de traces de pèlerinage.

### L'abbatiale auXXIesiècle
L'église abbatiale Saint-Sauveur de Redon est depuis la Révolution française une église paroissiale qui appartient en 2019 à la paroisse de Saint-Conwoion en Pays de Redon. La messe y est célébrée tous les dimanches à 10 h 30. En septembre 2019, elle accueille une exposition sur le thème du pèlerinage de Saint-Jacques-de-Compostelle.

## Architecture

### La façade

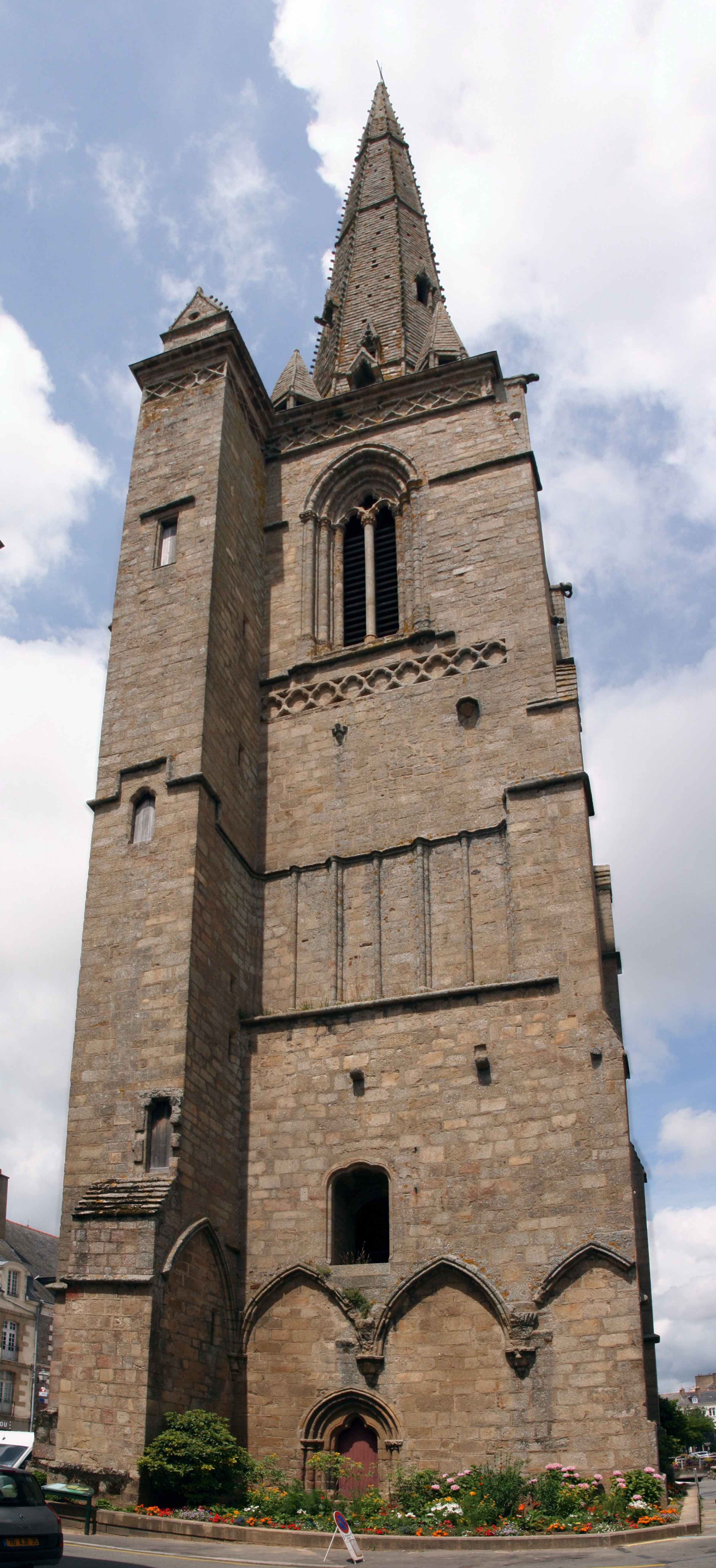
La tour de la façade.

De la façade antérieure à l'incendie de 1780, seule subsiste la tour nord, construite hors-œuvre dès l'origine. Le projet initial comprenait probablement une autre tour qui aurait fait pendant à celle-ci, à l'autre extrémité d'une façade monumentale. 
Construite dans le même appareil de granite que le chevet, elle a un décor assez similaire : des chapiteaux à corbeille lisse, de fausses arcatures appliquées sur trois côtés, ornées de trilobes et de quadrilobes. Cependant, à l'étage des cloches, deux frises de quadrilobes au tracé anguleux, l'une à la base et l'autre au sommet, ainsi que le cordon en ressaut à la base des fenêtres, témoignent plutôt de l'art du début du XIVe siècle. Les différents étages sont desservis par une tourelle rectangulaire située à l'angle sud-ouest de la tour, qui contient un escalier en vis. 
Sur le mur sud de la tour, trois portes attendent encore la construction de la façade monumentale avec laquelle elles auraient dû communiquer. Plus bas, à la base de la tour, des arcs formerets devaient supporter les bas-côtés de la nef romane ; ils retombent sur des culots en forme de cône renversé, d'origine anglaise et qu'on retrouve à la même époque dans le transept de Notre-Dame de Guingamp. D'autres éléments décoratifs indiquent une parenté avec l'église de Guingamp : des chapiteaux aux feuillages stylisés, des décors plaqués. L'ensemble de la flèche, dépourvue de garde-corps mais ouverte par de petites lucarnes et ornée de clochetons à huit pans, est également très proche de l'édifice guingampais.
L'ancienne façade, connue par une gravure du XVIIe siècle, était un simple mur pignon au sommet triangulaire, que soutenaient des contreforts aux angles.

### La nef

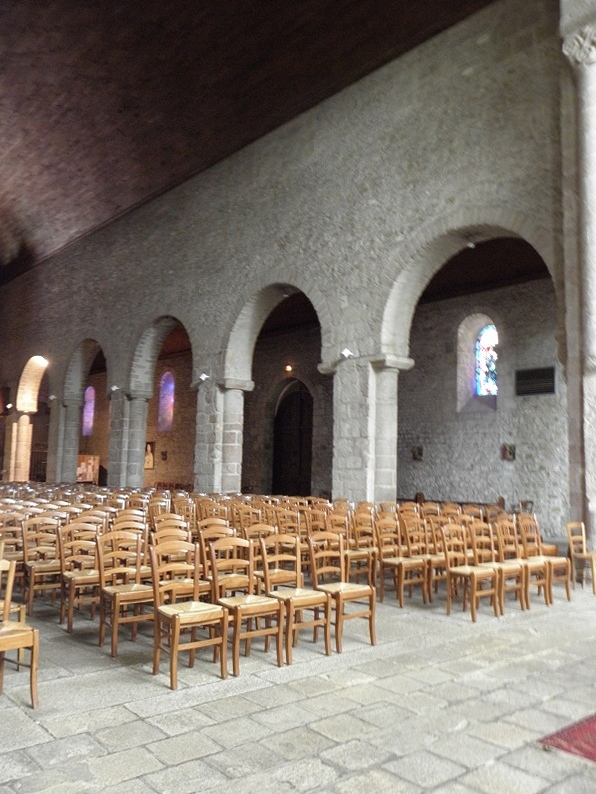
La nef du XIe siècle.

Construite au XIe siècle, la nef a trois vaisseaux. Elle est longue de six travées, mais la construction initiale était plus longue et en comportait douze : les cinq travées occidentales ont été détruites par l'incendie de 1780. L'ensemble subsistant mesure encore 21 mètres de long. L'élévation du vaisseau central comportait initialement deux niveaux : de grandes arcades et des fenêtres hautes qui permettaient d'éclairer la nef. Cependant, l'incendie de 1780 nécessite d'abaisser la voûte et de supprimer ces fenêtres, ce qui rend la nef fort sombre. Ne restent donc que les arcades en plein cintre, dont le rouleau simple retombe sur des tailloirs tailloirs simplement biseautés. Ces tailloirs reposent eux-mêmes sur des chapiteaux très minces et unis, retaillés ainsi après l'incendie pour donner un style dorique à l'ensemble couvert de plâtre. Les chapiteaux couronnent des demi-colonnes adossées à des piles carrées, qui sont leur sont antérieures.
Le mur du collatéral nord de la nef, celui du transept nord et la base de celui du collatéral sud sont en partie construits en petit appareil cubique, avec des assises de pierre plates et des chaînes en épi. Des spécialistes y voient une survivance de l'église carolingienne, ou en tous cas d'un état précédant la construction romane.

### Le transept

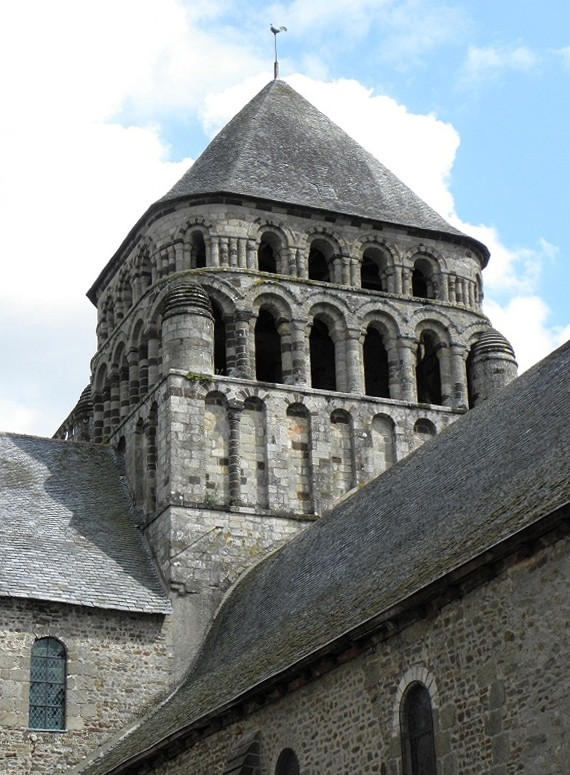
La tour de croisée du XIIe siècle.

La nef débouche sur un transept à bras très saillants. Les quatre piles du niveau inférieur de la croisée du transept remontent sans doute au XIe siècle. Elles supportent une grande coupole sur trompes. Chaque pile est surmontée de chapiteaux qui sont les seuls chapiteaux romans subsistant à l'intérieur de l'église : deux par pile à l'intérieur du transept, et deux supplémentaires du côté de la nef. Ils sont épannelés sur la forme des corbeilles corinthiennes, mais ont reçu un décor de volutes ou de végétaux particulièrement stylisés, où prend parfois place un masque triangulaire. Sur le chapiteau sud du pilier nord-est, ce masque s'est transformé en figure humaine. Ce décor est très symétrique.
La tour de croisée a été construite au XIIe siècle, sans doute entre 1100 et 1130. Elle comporte trois niveaux. Le premier niveau est aveugle, et les murs sont décorés par des jeux d'arcatures dont certaines retombent sur des colonnettes à chapiteau. Le niveau médian, un peu en retrait, présente une série d'arcatures ouvertes ; les angles sont arrondis. Enfin, le niveau supérieur, encore en retrait par rapport au niveau médian, est ouvert d'une série d'arcades plus basses que celles du niveau médian. En plus des jeux d'arcatures ouvertes et aveugles, la tour est décorée par l'emploi irrégulier de pierres de différentes couleurs, en moyen appareil. Cette tour de croisée est unique en Bretagne et s'inspire des modèles aquitains. Les chapiteaux du second niveau présentent des compositions de feuilles, de rinceaux ou d'entrelacs qui rappellent les chapiteaux de l'abbaye Sainte-Croix de Quimperlé. Très abimés, ils pourraient avoir été taillés par les restaurateurs d'après ceux de Quimperlé.

### Le chevet

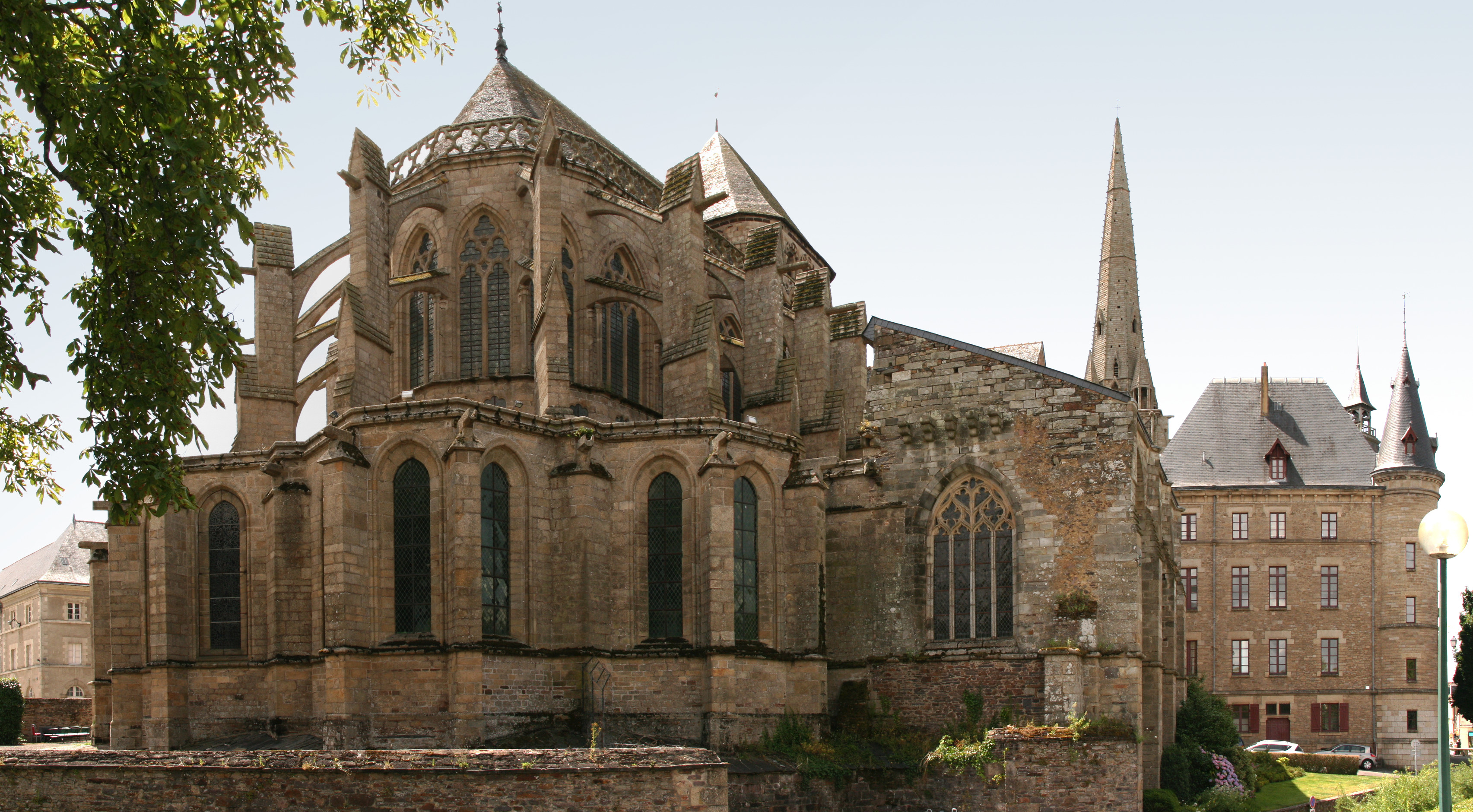
Le chevet.

Le chevet comprend trois travées droites, puis une abside à cinq pans, le tout entouré d'un déambulatoire à cinq chapelles rayonnantes. De part et d'autre des premières travées du déambulatoire, deux bas-côtés de trois travées accueillent des chapelles rectangulaires. L'ensemble est voûté d'ogives quadripartites. La largeur des travées droites du chœur diminue à mesure que l'on s'avance vers l'abside, ce qui indique probablement que l'édifice gothique est bâti sur les fondations de l'église romane.

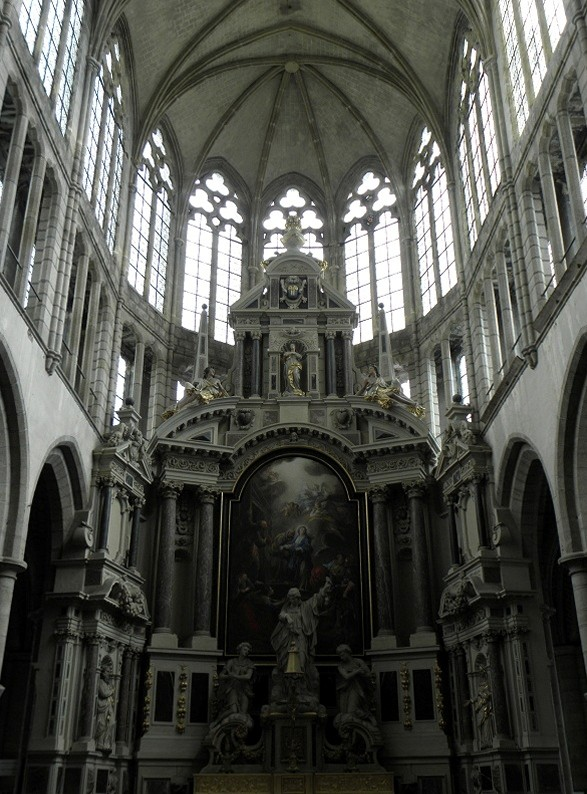
Intérieur du chevet.

Vu de l'extérieur, le chevet se présente comme une composition en pyramide particulièrement harmonieuse, qui rappelle le chevet de la basilique Saint-Denis réaménagé en 1230-1260 : les chapelles rayonnantes tangentes les unes aux autres forment une couronne unifiée au contour ondulant ; au-dessus, le triforium vitré a un fort effet unificateur sur l'ensemble car il n'est jamais interrompu et se développe d'un côté à l'autre du chevet comme un bandeau continu ; enfin, le dernier niveau est composé de fenêtres hautes à réseau tréflé. L'ensemble est couronné d'un garde-corps fait d'une frise de quadrilobes. À l'intérieur, l'élévation a trois niveaux : de grandes arcades à double rouleau retombent, par l'intermédiaire de chapiteaux à corbeille lisse, sur des piles composées de quatre demi-colonnes ; un grand triforium à claire-voie occupe le niveau médian ; enfin de larges fenêtres hautes éclairent largement l'édifice. Les fenêtres des deux premières travées droites sont composées de trois lancettes qui se recroisent au haut de la baie, sous influence anglaise ; celles de l'abside sont composées de lancettes surmontées de trilobes. L'effet d'ensemble est très sobre, ce qui correspond bien au mouvement de simplification de l'architecture gothique rayonnante dans le dernier tiers du XIIIe siècle.

### La «chapelle au duc» et la chapelle Saint-Roch
Le long du collatéral nord du chevet s'élève la « chapelle au duc », ainsi nommée à cause du duc François Ier qui favorise l'abbaye et s'y fait enterrer en 1450. Elle est composée de trois travées éclairées au nord par une baie à trois lancettes et à réseau à soufflets et mouchettes. À l'est, la chapelle est éclairée par une baie unique. Les murs sont soutenus par des contreforts puissants qui se rejoignent en arcs mâchicoulis. Ils portaient à l'origine un chemin de ronde qui rejoignait le reste du chevet à l'est et le rempart de la ville à l'ouest, avant que les Mauristes ne le remplacent par un toit en appentis. 
À l'extrémité du transept nord se trouve également une petite chapelle rectangulaire de plus petites dimensions, consacrée à saint Roch et construite au XVIe siècle.

## Mobilier

### Le maître-autel

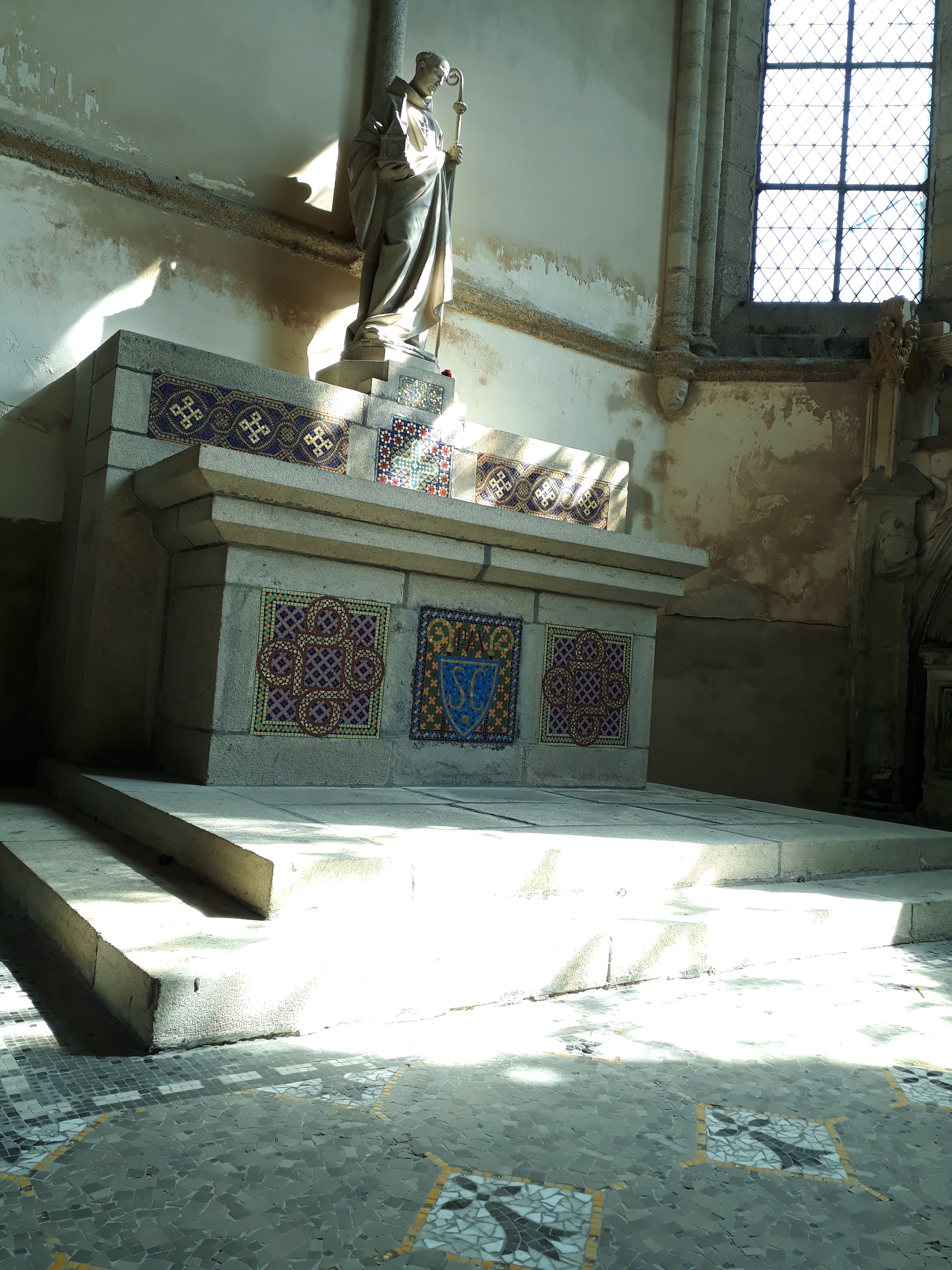
Chapelle dédiée à saint Conwoion.

Le maître-autel de l'abbatiale a été donné par le cardinal de Richelieu en 1634-1636 à l'époque où l'abbaye appartenait à la congrégation de Saint-Maur, et réalisé par le sculpteur Caris Tugal. Particulièrement monumental, il consiste en un autel surmonté de trois figures de pierre. Autour de cet autel un soubassement assez imposant porte quatre colonnes à chapiteau corinthiens, qui encadrent un grand panneau et supportent une corniche cintrée. Au-dessus s'élèvent quatre autres colonnes à chapiteaux corinthiens, autour d'une niche qui abrite une autre statue. Un fronton à sculptures couronne l'ensemble. L'ensemble est classé au titre des monuments historiques le 30 août 1907.
La statue centrale au-dessus de l'autel représente la Foi. Elle portait autrefois un ciboire qui servait de réserve eucharistique suspendue.

### Les autres retables
Au retable monumental du maître-autel s'ajoutent deux retables, situés respectivement dans la première chapelle du côté nord et du côté sud du déambulatoire. Tous deux ont été construits en marbre vers le milieu du XVIIe siècle, à l'époque des Mauristes. Ils ont sensiblement la même structure que le maître-autel : un soubassement supporte quatre colonnes surmontées de chapiteaux corinthiens, qui séparent un grand tableau, au centre, et deux niches de part et d'autre du grand tableau. Au-dessus, un entablement avec une frise sculptée porte à son tour de petites colonnes qui encadrent une niche. L'ensemble est couronné par une corniche cintrée portée par des cariatides. Les deux retables sont classés au titre des monuments historiques le 30 août 1907, comme le maître-autel,.

### Les tableaux
L'église Saint-Sauveur abrite trois tableaux inscrits au titre des monuments historiques depuis le 14 mai 1984 : une Adoration des Bergers datée du premier quart du XVIIe siècle, ainsi que deux tableaux représentant la Vierge Marie et l'Enfant Jésus, tous deux du XVIIe siècle. Tous trois sont peints sur toile, et la Vierge et l'Enfant disposent de leur cadre,. 

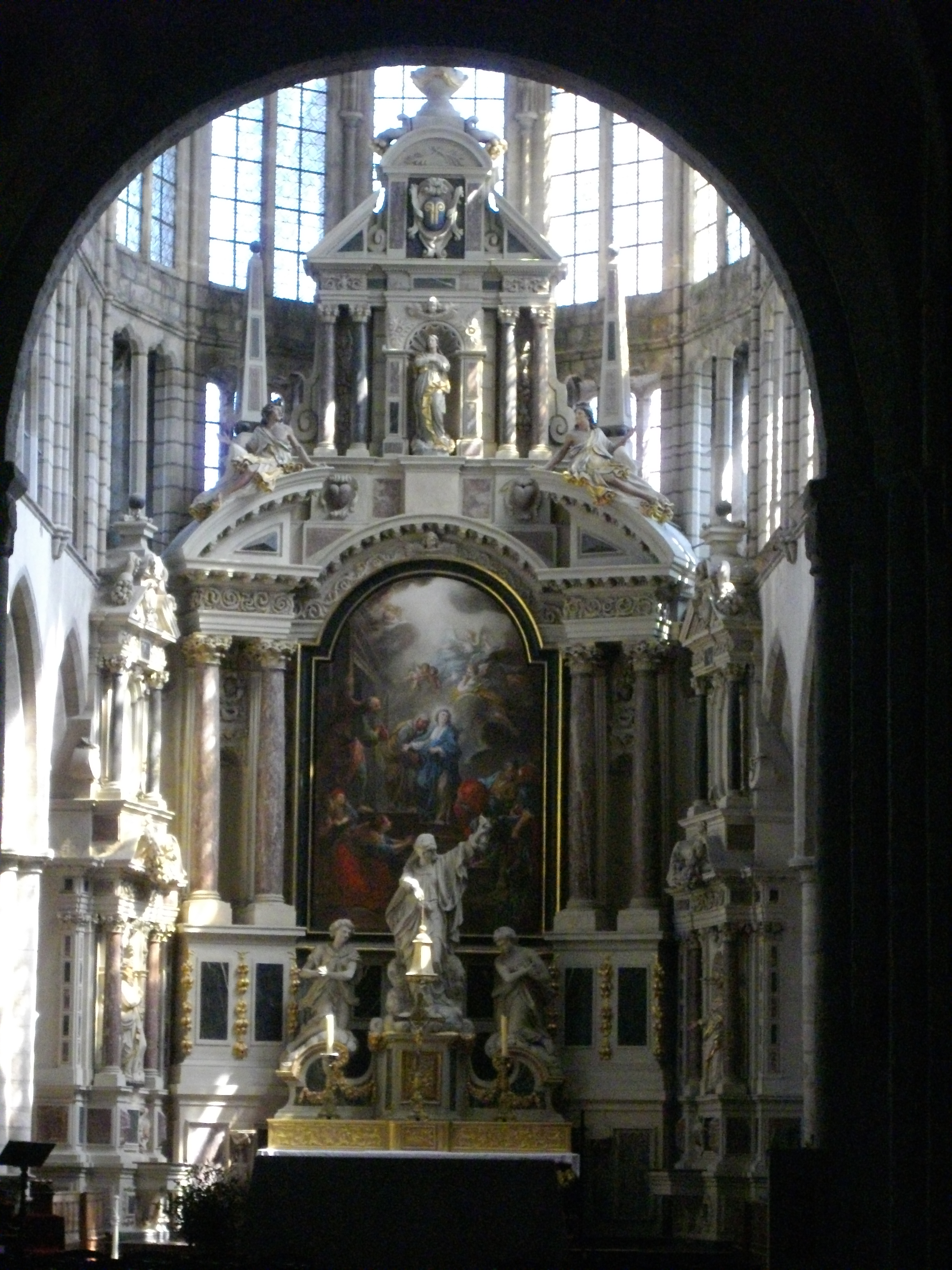
Le retable du maître-autel.
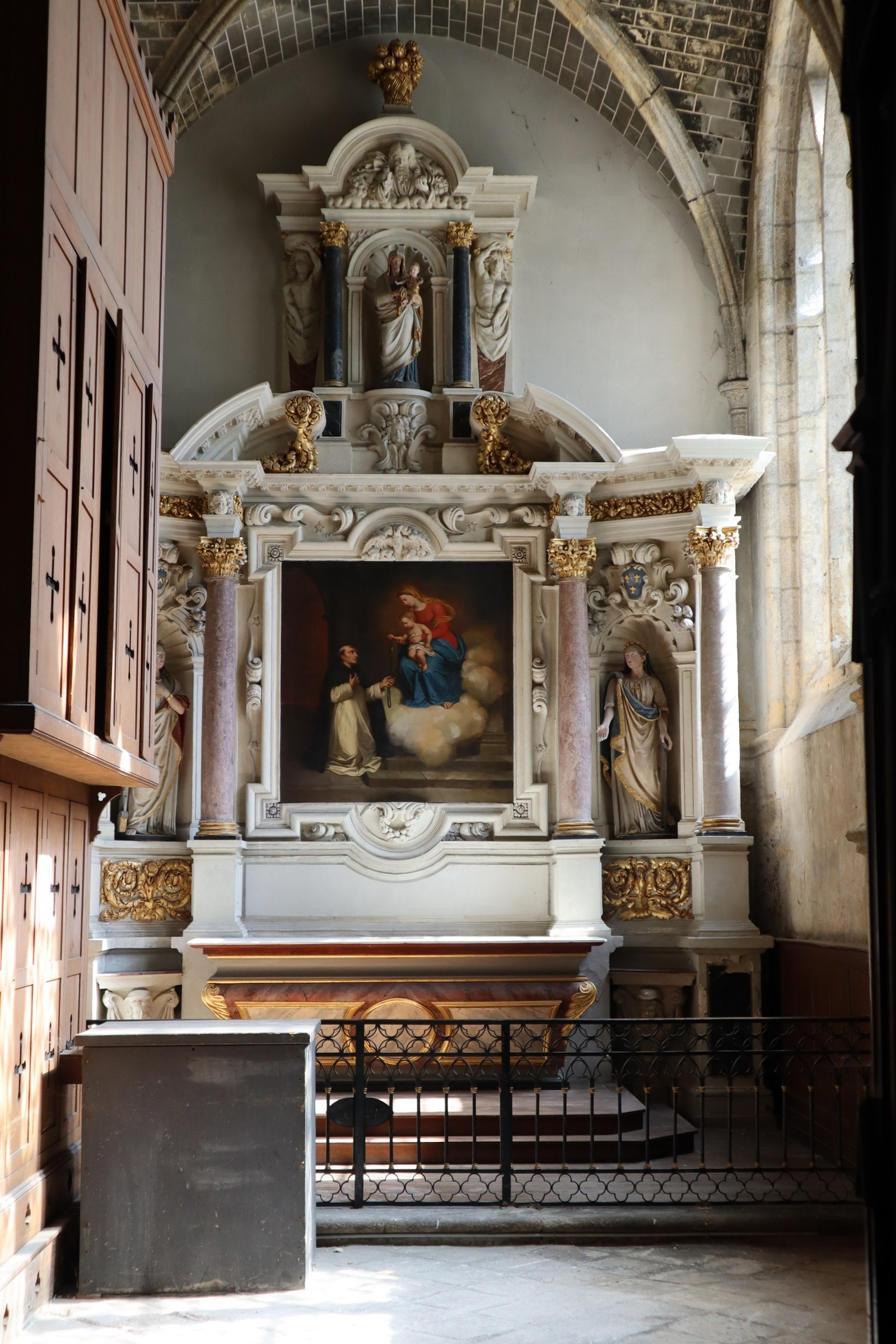
Le retable du rosaire.

### Les statues

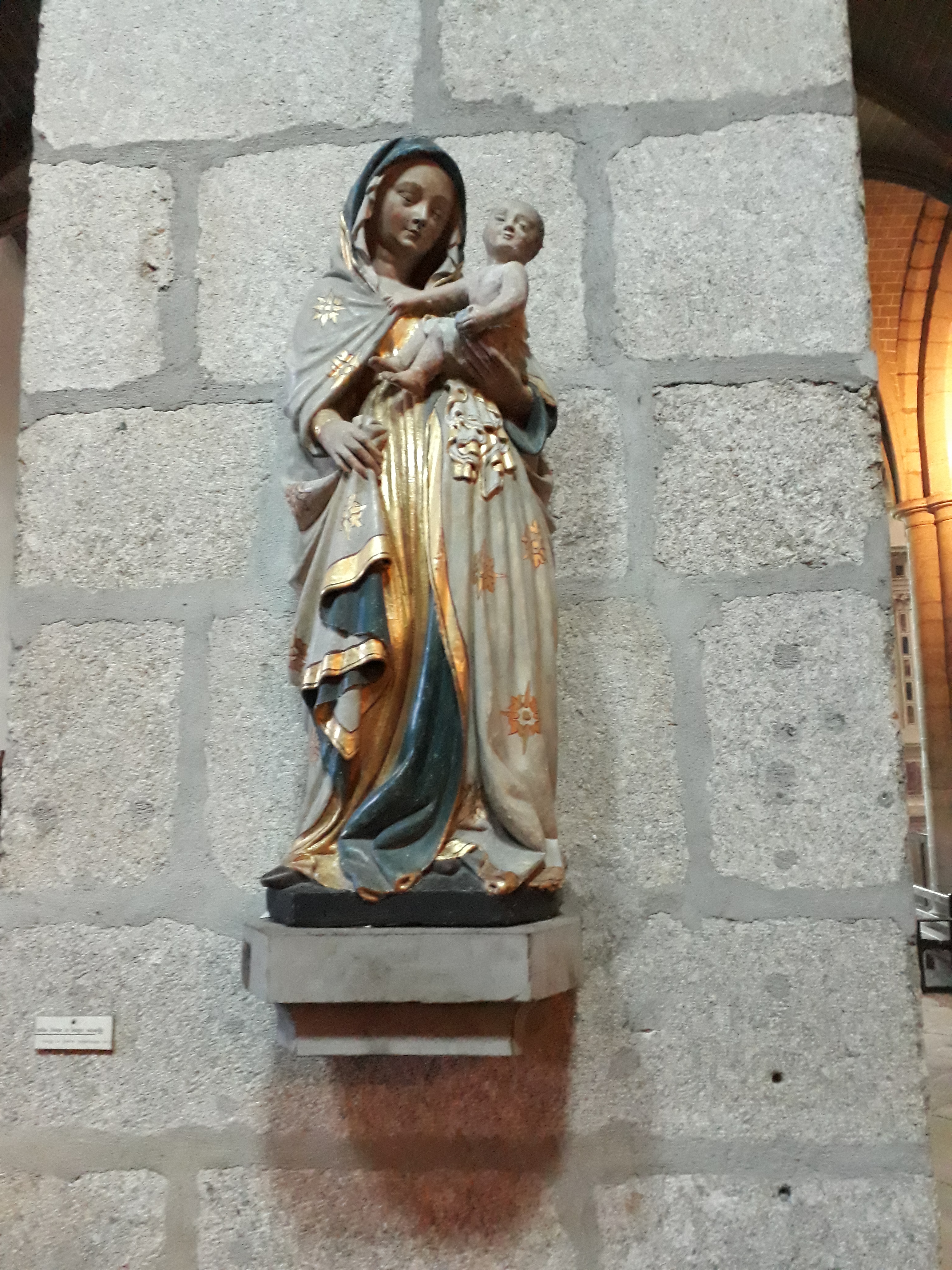
Notre Dame de Bonne Nouvelle, Vierge à l'Enfant.

L'abbatiale Saint-Sauveur de Redon abrite plusieurs statues ou éléments de statues. La plus ancienne est une statue de la Vierge à l'Enfant en pierre polychrome et dorée, datée du XVe siècle. Elle a été classée au titre des monuments historiques le 9 avril 1999. Une tête de Christ en bois de noyer, conservée à la sacristie, provient probablement d'un Christ en croix du XVIIIe siècle. Elle a été inscrite au titre des monuments historiques le 14 mai 1984. Enfin, une statuette de la Vierge à l'Enfant, en métal argenté sur âme de bois de poirier, a été réalisée dans le premier quart du XIXe siècle. Elle a également été inscrite au titre des monuments historiques le 14 mai 1984.

### Les fonts baptismaux
Les fonts baptismaux sont également inscrits au titre des monuments historique depuis le 14 mai 1984. L'ensemble est formé d'une cuve en marbre de la seconde moitié du XIXe siècle, fermée par un couvercle de cuivre et entourée d'une grille en fer forgé du xXe siècle.

### Le bénitier
Dans le bras nord du transept se trouve un chapiteau déposé, transformé en bénitier. D'épannelage et de décor corinthiens, il est sculpté sur trois de ses quatre faces, avec trois registres : une collerette de feuillage, surmontée de feuilles plus larges, trilobées sur la face centrale et simples sur les côtés ; au-dessus, deux tiges ligaturées poussent pour devenir des volutes, aux angles et au centre de la corbeille. Ce chapiteau provient probablement de l'abside de l'ancien chevet roman de l'église.

### Les tombeaux
L'église contient deux tombeaux protégés au titre des monuments historiques. Celui du duc François Ier, mort en 1450 se trouve dans une chapelle au sud-est du chœur. Il est formé d'un sarcophage de pierre, décoré de moulures et de panneaux sculptés d'écussons dont les armes sont perdues. Au-dessus des moulures, un arc en accolade est surmonté d'une galerie ajourée. L'objet est classé au titre des monuments historiques depuis le 30 août 1907.
Dans la chapelle axiale, on peut voir le tombeau de Raoul de Pontbriand, abbé de Saint-Sauveur, mort en 1422. Placé dans un enfeu, le sarcophage est orné de six panneaux à écussons, dont les armes ont là encore été détruites. La dalle qui fermait le tombeau portait autrefois un gisant de l'abbé, qui a aujourd'hui disparu. L'enfeu est surmonté d'un arc en accolade avec trilobes et crochets, puis d'une frise d'écussons dans des panneaux sculptés. L'ensemble est classé au titre des monuments historiques depuis le 30 août 1907, comme le tombeau du duc.

## Cloches

### Les anciennes cloches et le conflit avec la ville
Au XVe siècle, une cloche avec une horloge est installée dans la tour de l'abbatiale. Son statut est peu clair jusqu'au XVIIe siècle : en 1669, à l'occasion de travaux de consolidation sur les poutres qui portent les cloches, il est fixé que la ville n'a que la jouissance de l'horloge et n'en est pas propriétaire. Une vingtaine d'années plus tard, en 1690, les sonneurs brisent les deux cloches, que les moines font remplacer. Un nouveau bris des cloches en 1709 aboutit au remplacement des deux instruments cassés par trois autres, afin d'éviter les sur-sollicitations des cloches utilisées à la fois pour marquer les heures et sonner les offices. Un nouveau bris de cloche en 1740 débouche sur un conflit entre les moines et la ville sur l'usage des cloches. Remontées dès l'année suivante, les cloches ne sont pas utilisées jusqu'à ce qu'un accord soit trouvé en 1761.

### Les cloches actuelles
En 2019, le clocher abrite six cloches datées de la première moitié du XXe siècle. Trois d'entre elles portent les noms de Hyacinthe, Marie-Ursule et Thérèse de l'Enfant-Jésus. Le blason de la ville est représenté sur chacune d'entre elles, avec une image du Christ.

## Orgues
L'abbatiale Saint-Sauveur compte deux orgues : un grand-orgue et un orgue de chœur. 

### Les anciennes orgues
La présence d'un orgue dans l'abbatiale est attestée dès 1490, avec l'embauche d'un certain François Tayart pour en prendre soin. En 1636, l'orgue a souffert notamment d'infestations de rongeurs qui en ont rongé certaines parties. Les moines mandatent donc le facteur Nicolas Tribolle pour réparer le positif de dos et les jeux de pédale. Grâce à ce document, on connaît la composition de ces parties de l'orgue, détruit dans l'incendie de 1780 et remplacé en 1841 par un instrument commandé à l'entreprise Le Maresquier et terminé par Le Logeais : 
| Positif de dos |         |
| Montre         | 4′      |
| Bourdon        | 8'      |
| Flûte          | 4'      |
| Doublette      |         |
| Sifflet        | 1'      |
| Fourniture     | 3 rangs |
| Cymbale        | 2 rangs |
| Cromorne       |         |

| Pédalier  |    |
| Flûte     | 8' |
| Trompette | 8' |

### Le grand orgue

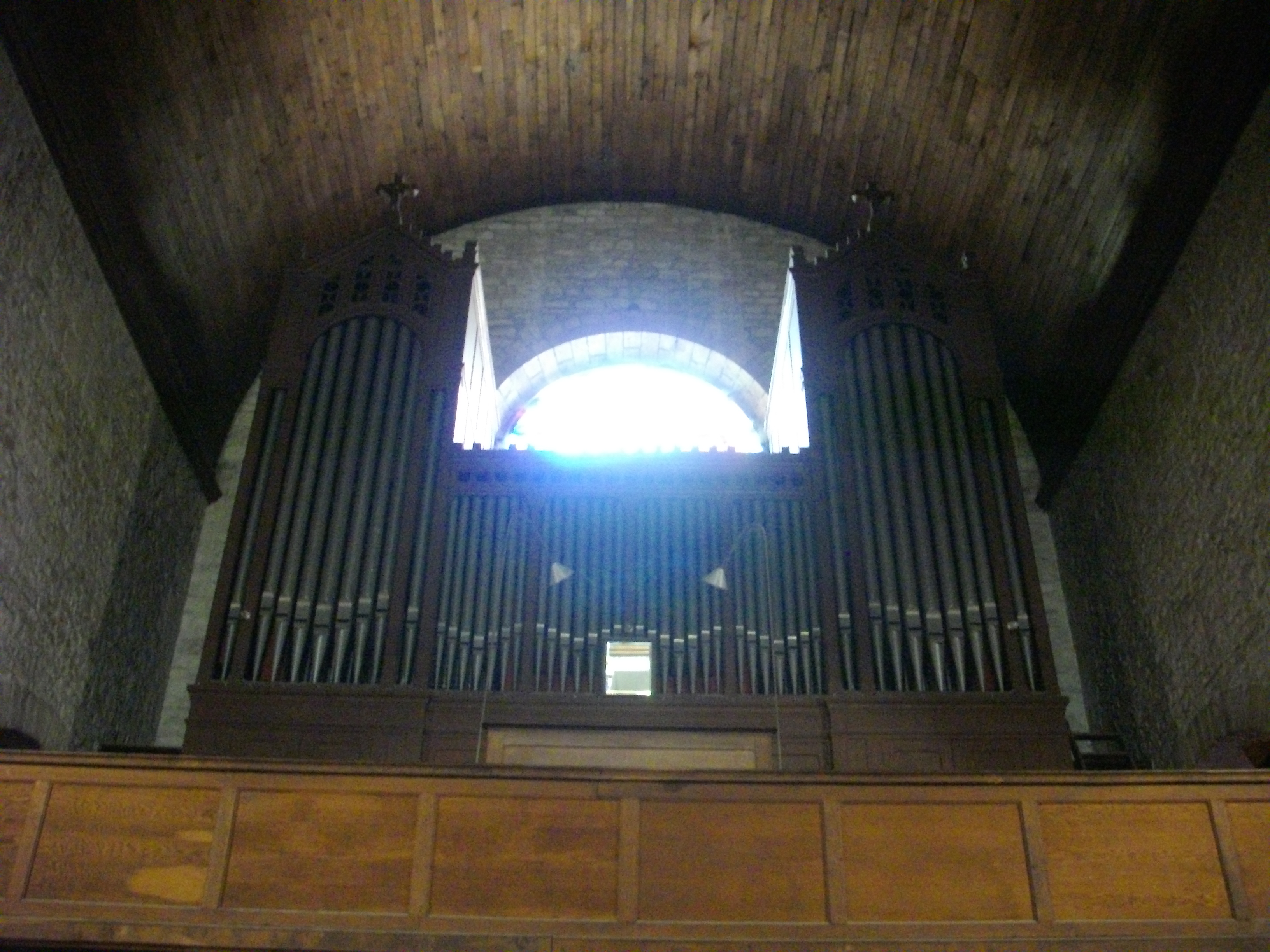
Le grand orgue.

Le grand orgue a été construit en 1901 par Louis Debierre, puis restauré par Yves Sévère en 1976. L'orgue a aujourd'hui la composition suivante : 
| I Grand orgue C–g5 |           |
| Bourdon            | 16'       |
| Montre             | 8′        |
| Flûte harmonique   | 8'        |
| Prestant           | 4'        |
| Doublette          | 2'        |
| Grosse fourniture  | 2-3 rangs |
| Plein jeu          | 4 rangs   |

| II Grand chœur C–g5 |         |
| Bourdon             | 8′      |
| Flûte à cheminée    | 4′      |
| Flûte               | 2'      |
| Sesquialtera        | 2 rangs |
| Basson              | 16'     |
| Trompette           | 8'      |
| Clairon             | 4'      |

| III Récit expressif C–g5 |         |
| Principal                | 8'      |
| Cor de nuit              | 8'      |
| Voix céleste (Ut2)       | 8'      |
| Principal                | 4'      |
| Nasard                   | 2' 2/3  |
| Flageolet                | 2'      |
| Tierce                   | 1' 3/5  |
| Cymbale                  | 3 rangs |
| Trompette                | 8'      |
| Basson-hautbois          | 8'      |

| Pédale C–f3 |                     |
| Contrebasse | 16'                 |
| Soubasse    | 16' (emprunt du GO) |
| Flûte       | 8' (emprunt du GO)  |
| Octave      | 4' (emprunt du GO)  |

| Accessoires :                           |
| Tirasses I, II, III                     |
| Accouplements I/I, II/I, III/I          |
| Octave aiguë pédale                     |
| Appels Anches Grand-Chœur, Anches Récit |
| Trémolo                                 |
| Expression par bascule                  |

La transmission et mécanique, avec machine pneumatique au Grand-Orgue. La console est séparée mais non retournée.

### L'orgue de chœur

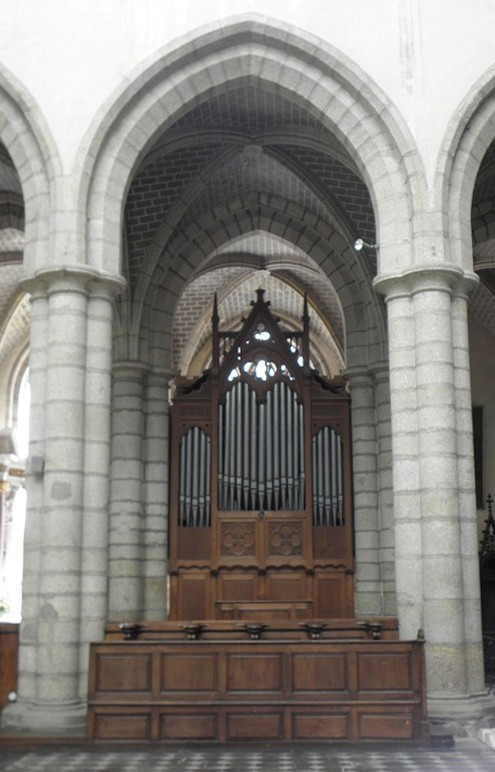
L'orgue de chœur.

L'orgue de chœur est dû à l'entreprise Merklin-Gutschenritter. Il est venu remplacer un harmonium à bout de souffle en 1910. Après des interventions conduites par Gaudu en 1935, Wolf en 1950, il est profondément modifié par Yves Sévère en 1967. Sa composition est la suivante :
| I Grand orgue C–g5 |         |
| Montre             | 8′      |
| Flûte à fuseau     | 8'      |
| Prestant           | 4'      |
| Doublette          | 2'      |
| Sesquialtera       | 2 rangs |

| II Récit expressif C–g5 |         |
| Bourdon                 | 8'      |
| Gemshorn                | 8'      |
| Principal               | 4'      |
| Plein jeu               | 3 rangs |
| Trompette               | 8'      |

| Pédale C–f3 |     |
| Soubasse    | 16' |

| Accessoires :               |
| Tirasses Grand-Orgue, Récit |
| Accouplement II/I           |
| Expression par bascule      |

La transmission est mécanique pour les claviers manuels, pneumatique pour le pédalier. Posé au sol, dans une arcade à droite du chœur, l'instrument, logé dans un buffet néogothique (œuvre de Harel, sculpteur à Redon), est commandé par une console retournée.